# من کندی می‌خوام
من کَندی می‌خوام (به انگلیسی: I Want Candy) نام یک فیلم کمدی ساخته ۲۰۰۷ کشور بریتانیا می‌باشد. فیلم با بودجه‌ای کم و در غرب لندن شروع به ساخته شدن کرد. فیلم توانست در زمان اکران جزء ۱۰ فیلم برتر سینمای بریتانیا قرار گیرد. نسخه ویدئویی فیلم نیز در تاریخ ۲۰ اوت ۲۰۰۷ توزیع شد.

## خلاصه داستان
جو و باگی دو دانشجوی رشته کارگردانی در دانشگاه لیترهید هستند که قصد دارند جهت انجام یک پروژه دانشجویی، اقدام به ساخت یک فیلم درام به نام طوفان عشق نمایند؛ ولی هیچ تهیه‌کننده‌ای حاضر نمی‌شود که از طرح آن‌ها حمایت کند. تا اینکه یکی از شرکت‌های فیلمسازی برای دست به سر کردن آن‌ها به آن‌ها پیشنهاد ساخت یک فیلم پورنو را می‌دهد و آن‌ها نیز تصمیم می‌گیرند برای اینکه بتوانند بودجه کافی برای ساخت فیلم طوفان عشق را فراهم کنند، یک فیلم پورنو بسازند. از طرفی شرکت فیلمسازی شرط عقد قرارداد با آن‌ها برای ساخت این را فیلم حضور یک بازیگر پورنو معروف به نام کندی دانسته‌است.
در حالیکه هیچ‌یک از مسئولین شرکت فیلمسازی حضور چنین بازیگر تراز اولی را در چنین فیلم مبتدیانه‌ای تصور نمی‌کردند، این دو دانشجو موفق می‌شوند نظر مساعد وی را برای حضور در فیلمشان جلب نمایند.
بعد از حضور غیرمنتظره کندی در گروه مبتدی آن‌ها که از چند نوجوان هم محله‌ای تشکیل شده، ساخت فیلم شروع می‌شود …